# ユリホン・ジョーンズ3D
ユリホン・ジョーンズ3D（ゆりほん・じょーんずすりーでぃー）は、2010年11月18日から2013年3月28日までエフエム秋田で放送された由利本荘市の地域情報番組。番組ロゴは、インディ・ジョーンズに寄せている。

## 番組紹介
3つのDである、Dramatic（お勧めの場所、店）、Delicious（美味しい食べ物、お勧めの食べ物屋）、Dreamy（素敵な人）をテーマに、探検隊がまだまだ知られていない由利本荘市のお宝情報を紹介していく。

## 放送時間
毎週木曜 12:00 - 12:55

## コーナー紹介
ドリーミー
市内の素敵な人や地元をアピールするために頑張っている人を紹介。
デリシャス
市の特産品やランチ、デザートなどのオススメの食を紹介。
ドラマチック
由利本荘市の穴場やお出かけスポット、会社やグループなど感動的な場所やオススメの店、団体を紹介する。
ヤンガージョーンズ
幼稚園、小学校・中学校など若者にスポットを当てたコーナーだったが、廃止され、ドリーミーに吸収された。
Departure
Diamond
Drink
市内の飲み物を紹介。

## 出演者
| 期間       | 期間      | ナビゲーター | 隊員         | 隊員       |
| ---------- | --------- | ------------ | ------------ | ---------- |
| 2010.10.18 | 2011.3.31 | （不在）     | 佐々木春美   | 田口麻衣子 |
| 2011.4.7   | 2012.3.29 | （不在）     | 佐々木麻衣子 | 櫻井はる香 |
| 2012.4.5   | 2012.4.5  | バリトン伊藤 | 佐々木麻衣子 | 櫻井はる香 |
| 2012.4.12  | 2013.3.28 | バリトン伊藤 | 畠山詩織     | 立花三央   |